# Флаг Бельгии
Флаг Бельгии (нидерл. Vlag van België, фр. Drapeau de la Belgique, нем. Flagge Belgiens) — один из государственных символов Королевства Бельгия, наряду с его гербом и гимном. Представляет собой прямоугольное полотнище с соотношением сторон 13:15, состоящее из трёх равновеликих вертикальных полос — чёрной, жёлтой и красной. Эти цвета традиционно были цветами Брабантского герцогства. Форма основана на форме флага Франции, хотя происхождение пропорций неизвестно.
Дата принятия — 23 января 1831 года. Вид флага утверждён статьёй № 193 бельгийской конституции, однако там приведён обратный принятому сейчас порядок цветов (то есть красный, жёлтый, чёрный)
Хотя официально отношение сторон флага составляет 13:15, на практике используются более вытянутые флаги (чаще всего — с отношением 2:3).
Гражданский флаг также используется вооружёнными силами Бельгии (кроме флота, см. ниже)
Бельгийский флаг был важным символом во время бельгийской революции и войны за независимость 1830 года, однако выглядел он несколько иначе, чем утверждённый позднее вариант: флаг имел три горизонтально расположенные полосы (сверху вниз — красный, чёрный, жёлтый) и был более вытянутым по форме. Подобный флаг, тоже горизонтальный, красно-жёлто-чёрный (сверху вниз) был символом неудавшегося восстания против австрийского владычества в 1789 году.

## Другие официальные флаги Бельгии
Государственный (правительственный) флаг Бельгии выглядит так же, как и гражданский, только на жёлтой полосе изображены стоящий на задних лапах лев и корона. Государственный флаг был официально утверждён в своей роли в 1950 году. Ранее, с 1936 года, этот флаг был военно-морским флагом страны до тех пор, пока военно-морской флот Бельгии не был упразднён после оккупации Бельгии Германией (в 1940 году).
Нынешний военно-морской флаг страны представляет собой белое полотнище с андреевским крестом из красно-жёлто-чёрных лент. Над местом перекрещения лент расположен рисунок короны и двух перекрещенных пушек, под местом перекрещения лент — силуэт якоря.
Кроме того, свой флаг имеет каждая провинция, округ, сообщество, город и коммуна Бельгии.